# Xenanastatus
Xenanastatus är ett släkte av steklar. Xenanastatus ingår i familjen hoppglanssteklar.
Kladogram enligt Catalogue of Life:
| Xenanastatus | \| \| Xenanastatus keralicus \| \| \| \| \| \| Xenanastatus padus \| \| \| \| \| \| Xenanastatus partisanguineus \| \| \| \| |
|              | \| \| Xenanastatus keralicus \| \| \| \| \| \| Xenanastatus padus \| \| \| \| \| \| Xenanastatus partisanguineus \| \| \| \| |
|              | Xenanastatus keralicus |
|              | |
|              | Xenanastatus padus |
|              | |
|              | Xenanastatus partisanguineus                                                                                                 |
|              | |